# Bevaix-Boot
Das Bevaix-Boot ist ein galloromanisches Bootswrack aus dem 1. Jahrhundert n. Chr., das in der Bucht von Bevaix im Neuenburgersee in der Schweiz gefunden wurde. Die Reste des Bootes vom Typ Zwammerdam und eine Rekonstruktion sind im Archäologischen Museum Laténium in Neuchâtel ausgestellt.
Schweizweit sind bislang über 100 Einbäume aus der Stein- und Bronzezeit bekannt. Mit dem Wrack von Comacchio (1981 in Valle Ponti bei Comacchio in Italien gefunden) und dem Prahm aus dem Leibacher Moor in Slowenien liegen etwa synchrone Funde vor.
Ein etwa 15 Meter langer, auch ins 1. Jahrhundert n. Chr. datierter Prahm, wurde in Xanten gefunden.

## Beschreibung
Das aus grossen Eichenbrettern gebaute Boot hat einen flachen Boden und ist etwa 19,4 m lang und 2,9 m breit. Ein Kiel oder eine zentrale Planke fehlt. Vier Hauptbodenbretter sind so angeordnet, dass das erste Brett den Bug und das letzte das Heck bildet. L-förmige Bilgenstreifen bilden den Übergang zwischen dem flachen Boden und den steilen Seiten. Zwei Bretter mit unregelmässiger Kontur füllen die Zwischenräume zwischen den Bilgenbändern und den Bodenbrettern. Zweck der Bretter war es, die Symmetrie des Bodens herzustellen. Die oberen Planken sind nicht erhalten. Hinweise deuten jedoch darauf, dass die Seiten ein oder zwei Bretter höher waren. Dies führte zur Schätzhöhe von 0,8 bis 0,9 Metern.
Zwischen Bug und Heck wurden 22 Rahmenpaare aus Eichenholz angeordnet, um nahezu vertikale Seiten zu erhalten. Alle wurden aus natürlich gebogenem Holz geschnitten, das von einer Baum-Ast-Verbindung stammte (Stammteil als Boden- und Astteil als Seitenstütze). Der Rahmen wurde von innen mit etwa 300 Eisennägeln an den Brettern befestigt.
Das Boot weist eine Abdichtung auf, die es von ähnlichen Booten dieser Zeit in Europa deutlich unterscheidet. Zwischen allen Planken war durchgehendes Verstemmen vorhanden.